# 793 Arizona
793 Arizona
793 Arizona là một tiểu hành tinh ở vành đai chính. Nó được Percival Lowell phát hiện ngày 9.4.1907 ở Flagstaff, Arizona, và được đặt theo tên tiểu bang Arizona của Hoa Kỳ.